# Pavo muticus
Il pavone verde (Pavo muticus Linnaeus, 1766) è un uccello di grosse dimensioni della famiglia Phasianidae, diffuso nel Sud-est asiatico.

## Descrizione

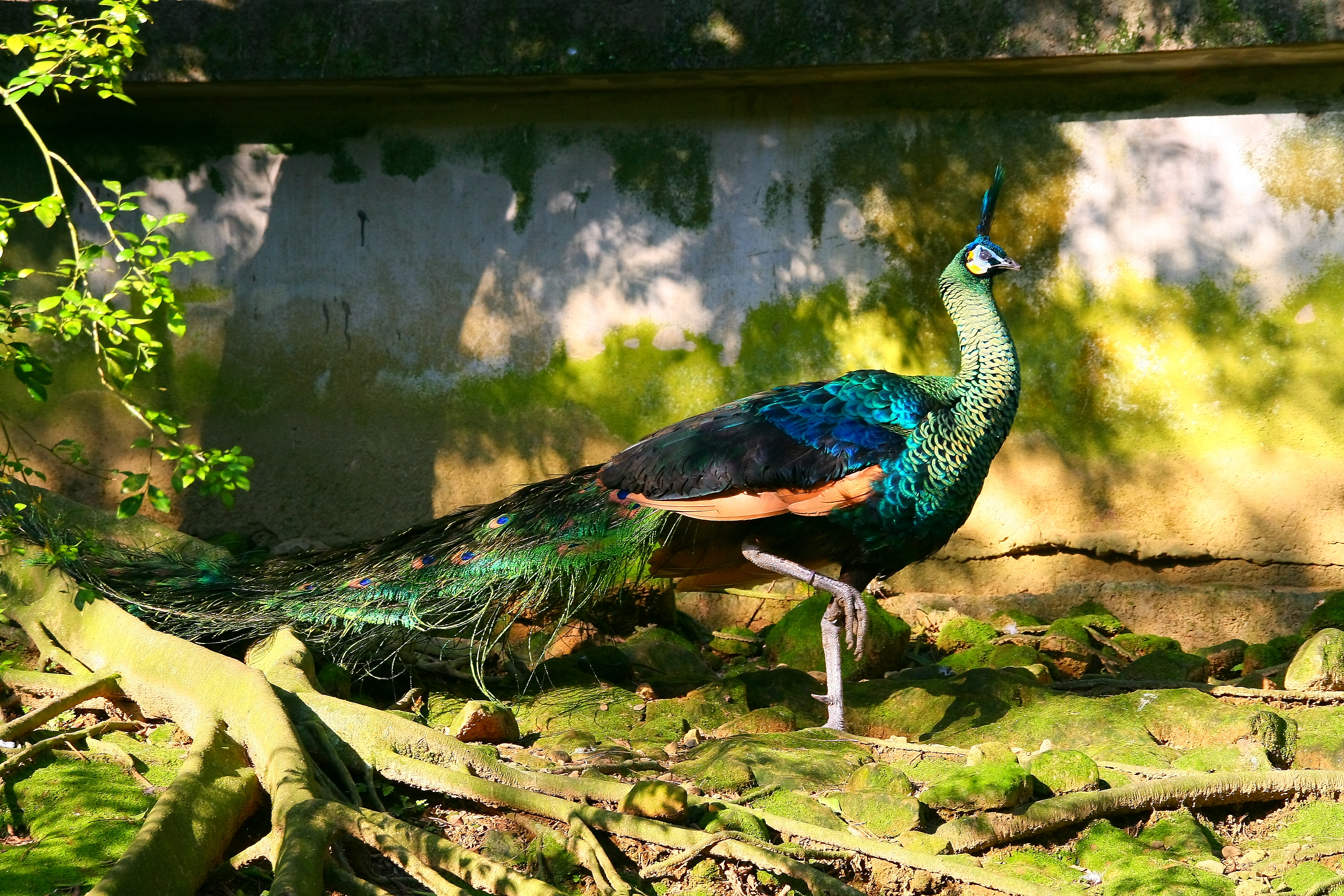
Maschio

Sono uccelli di grande taglia, tra i più grandi galliformi viventi: il maschio nella stagione riproduttiva raggiunge una lunghezza complessiva di 1,8–3 m, di cui 1,4−1,6 m spettano alle penne ornamentali copritrici della coda. La femmina è più piccola, superando di poco 1 m di lunghezza. Un maschio adulto può raggiungere 3,8–5 kg mentre la femmina non supera  1−1,2 kg. Hanno una apertura alare media di circa 1,2 m che può raggiungere 1,6 m nei maschi più grandi, e che consente loro un volo sostenuto.
In questa specie il dimorfismo sessuale, a parte le dimensioni, non è così marcato come nel congenere Pavo cristatus: la livrea delle  femmine è quasi altrettanto sgargiante di quella dei maschi e, al di fuori della stagione riproduttiva, l'aspetto generale di entrambi i sessi è abbastanza simile. Entrambi i sessi hanno lunghe copritrici del groppone che ricoprono la vera coda; nei maschi presentano terminalmente la tipica macchia a forma di ocello mentre nelle femmine sono omogeneamente verdi, ma al di fuori della stagione riproduttiva, tale carattere distintivo è meno evidente. Il piumaggio del collo e del torace di entrambi i sessi è di un verde iridescente, quello delle ali va dal blu al verde, dal rosso al nero. Entrambi i sessi hanno creste formate da un ciuffo di penne. La zona intorno all'occhio è nuda, con pelle di colore bianco-azzurrognolo, che vira verso il giallo-arancio sulla guancia.

## Distribuzione e habitat
L'areale storico di Pavo muticus era molto più ampio dell'attuale, estendendosi dall'India nord-orientale e dal Bangladesh sino a Cina meridionale, Birmania, Thailandia, Laos, Vietnam e Cambogia, con ulteriori popolazioni in Malaysia e a Giava (Indonesia).

Nel corso del XX secolo la popolazione ha subito un drammatico declino, il suo areale si è frammentato e la specie è andata incontro ad estinzioni regionali in Bangladesh, India e Malesia. Nel 2012 le uniche popolazioni consistenti stavano nelle foreste di Cambogia, Birmania e Vietnam centro-occidentale mentre popolazioni isolate vivevano in Thailandia, nel Laos meridionale, nella regione di Annam nel Vietnam settentrionale, nella provincia dello Yunnan in Cina e a Giava.

## Tassonomia
Sono state descritte le seguenti sottospecie:
- Pavo muticus muticus Linnaeus, 1766 - sottospecie nominale, presente in atto solo a Giava; andata incontro ad estinzione regionale in Malaysia.
- Pavo muticus spicifer Shaw, 1804 - diffusa un tempo dall'India nord-orientale e dal Bangladesh sino alla Birmania occidentale.
- Pavo muticus imperator Delacour, 1949 - diffusa dalla Birmania orientale alla Thailandia, Indocina e Cina meridionale.

In cattività può formare ibridi fertili con il pavone comune (Pavo cristatus), chiamati spalding.

## Conservazione
A causa del rapido recente declino della sua popolazione e della seria frammentazione del suo areale, P. muticus è classificato nella IUCN Red List come specie in pericolo di estinzione (Endangered).
La specie è inserita nell'Appendice II della Convention on International Trade of Endangered Species (CITES).